# Dell Glover
Bennie Lydell "Dell" Glover (1974) is een voormalig werknemer van de PolyGram-fabriek voor CD's in Kings Mountain, North Carolina. Glover staat bekend als de grootste datalekker van opgenomen muziek in de nasleep van de MP3-revolutie, als lid van de muziekpiraterijgroep Rabid Neurosis (RNS). In de periode van 2001 tot 2007 lekte hij bijna 2.000 albums.

## Biografie
In 1994 kwam Glover in dienst bij de PolyGram-fabriek in Kings Mountain, North Carolina. Destijds was PolyGram een divisie van Philips, de mede-uitvinder van de CD. In 1996 werd de eerste illegale MP3 uitgebracht door MP3-piraterijgroep Compress 'Da Audio (CDA) op IRC: Until It Sleeps, van Metallica. In 1998 werd PolyGram overgenomen door de Seagram Company, welke vervolgens fuseerde met de Universal Music Group.
In 1994 kocht Glover zijn eerste CD-brander. Tegen 1998 had hij een toren van zeven CD-branders, waarmee hij ongeveer dertig exemplaren per uur kon produceren. Glover speurde Warez-netwerken af op zoek naar materiaal om te verkopen: PlayStation-games, PC-applicaties, MP3-bestanden; alles wat op een schijf kon worden gebrand en voor een paar dollar kon worden verkocht. Hij richtte zich vooral op films, die elk vijf dollar opbrachten. Hij bewaarde zijn voorraad in de kofferbak en verkocht de films vanuit zijn auto. Glover vond het nog te riskant om gelekte CD's uit de fabriek te verkopen, maar kocht ze voor privégebruik van collega's die de CD's uit de fabriek smokkelden. Een collega van Glover was lid van RNS en werd een van hun beste bronnen. Maar toen zijn gezinsleven zich ermee begon te bemoeien, stelde hij Glover voor zijn plaats in te nemen. Lidmaatschap gaf toegang tot de beste illegale media van elke vorm. De servers van de groep waren goed verborgen en inloggen was alleen mogelijk vanaf vooraf goedgekeurde internetadressen.
Voor elke productieserie werden extra CD's geproduceerd, ter vervanging van CD's die beschadigd zouden raken tijdens het verpakken. Aan het einde van elke dienst werden de overige extra CD's vernietigd. De machine hield niet bij hoeveel CD's werden vernietigd, waardoor het mogelijk was om CD's achter te houden. De bewaking controleerde op gestolen CD's met een metaaldetector, die af zou gaan door de aluminium laag van een CD. Dit werd omzeild door de CD's te verstoppen achter overgrote riemgespen. Vanaf 2001 was Glover 's werelds grootste datalekker van pre-releasemuziek. Hij maakte gebruik van een netwerk van laagbetaalde tijdelijke werknemers, die hij contant geld of films aanbood in ruil voor gelekte CD's. Glover maakte promotie, waardoor hij de diensten op de verpakkingslijn in kon plannen. Zodoende kon hij ervoor zorgen dat een van zijn mannen op de productielijn stond bij een gewilde oplage.
In 2006 overwogen hij en andere leden van RNS om te stoppen. Toen in 2007 een van de servers van RNS onverwachts offline ging, besloten ze RNS op te heven. De laatste lek was Fall Out Boy's Infinity on High, door Glover.
Het lukte hem niet om permanent te stoppen met lekken, en binnen een paar maanden was hij weer bezig voor een andere groep. Eind 2007 werd hij gepakt door de FBI. In 2009 werd hij aangeklaagd voor samenzwering om inbreuk te maken op auteursrechten door het verkrijgen en illegaal vrijgeven van auteursrechtelijk beschermde muziek. Glover pleitte schuldig en zat drie maanden in de gevangenis.
In 2015 schreef journalist Stephen Witt het boek How Music Got Free; over de opkomst van het MP3-bestand, de internetpiraten die er misbruik van maakten en de platenindustrie die de culturele impact negeerde totdat het te laat was. Het boek beschrijft de invloed van drie mannen: Karlheinz Brandenburg, de Duitse wetenschapper wiens lab de MP3 heeft uitgevonden; Doug Morris, de directeur van een platenmaatschappij die de rap-boom voorzat en begon met de strijd tegen piraterij; en Dell Glover.